# إنتاج القهوة في الهند

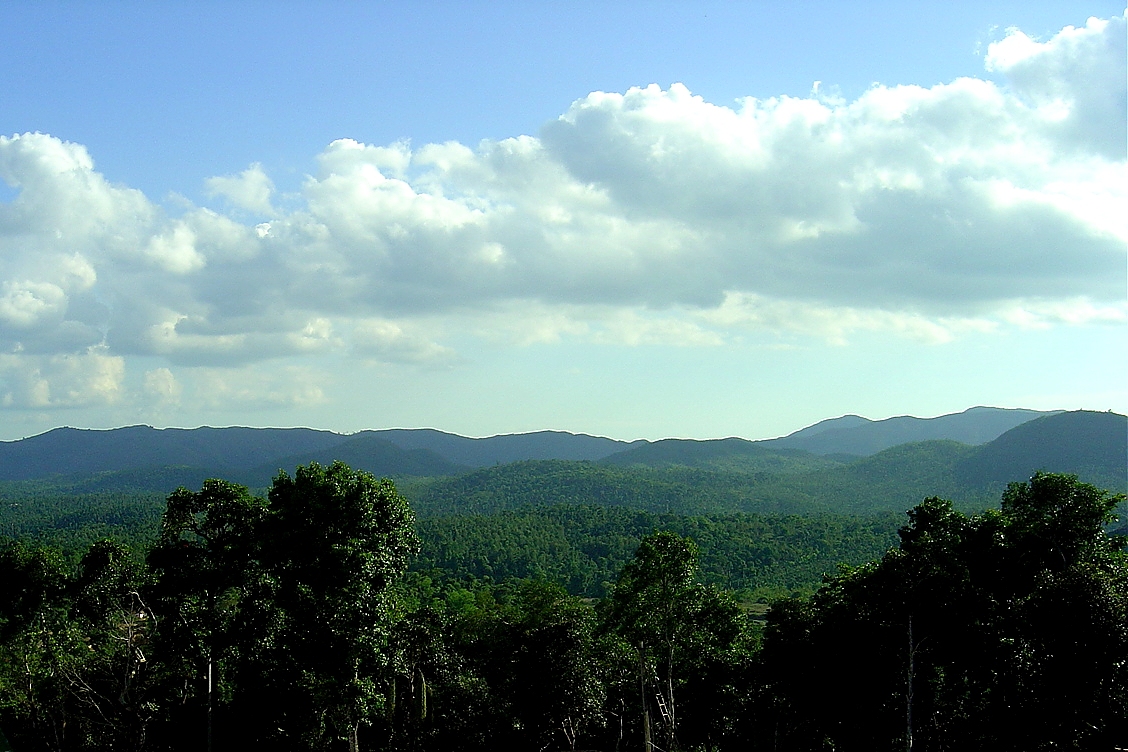
غابات للبن في الهند

ينتج البن في الهند في ولايات جنوب الهند فتنتج ولاية كرناتكا 71٪ من الإنتاج الهندي (تنتج منطقة كوداجو وحدها 33٪ من قهوة الهند) تليها كيرلا بنسبة 21٪ وتاميل نادو (5٪ من إجمالي الإنتاج ب 8200 طن). يقال إن القهوة الهندية هي أجود أنواع القهوة المزروعة في الظل. هناك حوالي 250,000 من مزارعي البن في البلاد، 98٪ منهم من صغار المزارعين. شكلت القهوة الهندية 4.5٪ فقط من الإنتاج العالمي في عام 2009 وكانت وقتها من أكبر 7 منتجين للقهوة. يُصدر ما يقرب من 80٪ من القهوة الهندية. 70٪ من كمية القهوت التي تصدر تذهب إلى ألمانيا وروسيا وإسبانيا وبلجيكا وليبيا وبولندا والأردن وماليزيا والولايات المتحدة الأمريكية وسلوفينيا والنمسا.
يزرع البن في ثلاث ولايات رئيسة هي كرناتكا وكيرلا وتاميل نادو وهي مناطق الزراعة التقليدية بالهند، تليها المناطق الجديدة في أندرا برديش وأوديشا ومنطقة ثالثة هي ولايات آسام ومانيبور وميغالايا وميزورام وتريبورة وناجالاند وأروناجل برديش في شمال شرق الهند.

## تاريخ إنتاج القهوة
بدأت زراعة البن في الهند مع المسلم الهندي بابا بودان الذي هرب حبوب قهوة في لحيته أثناء عودته من الحج إلى مكة إلى ميسور في الهند.